# Вечен
Вечен (нем. Wetschen) — община в Германии, в земле Нижняя Саксония.
Входит в состав района Дипхольц. Подчиняется управлению Реден. Население составляет 1740 человек (на 31 декабря 2010 года). Занимает площадь 26,77 км².
| Год  | Население |
| ---- | --------- |
| 1990 | 1313      |
| 1995 | 1339      |
| 2000 | 1663      |
| 2005 | 1794      |
| 2010 | 1757      |